# خانه زهراب بیگوف
خانه زهراب بیگوف (به لاتین: Zohrabbayovs' house) یک خانه/موزه در جمهوری آذربایجان است که در شوشی واقع شده‌است. این خانه متعلق به عباسقلی بیگ زهراب بیگوف و خانواده او بود.